# Farmácia do Vaticano
A Farmácia do Vaticano é a única farmácia da cidade do Vaticano. Foi fundada em 1894 por Eusebio Ludvig Fronmen. Segundo fontes do Vaticano é a farmácia mais movimentada do mundo com aproximadamente 2000 clientes por dia.